# Guy de la Chapelle
Guy de la Chapelle (n. 16 iulie 1868, Farges-Allichamps, Centre-Val de Loire, Franța – d. 27 august 1923) a fost un jucător de tenis francez, medaliat olimpic. A participat la o ediție a Jocurilor Olimpice (1900) în care a câștigat o medalie de bronz.

## Participări
Lista de mai jos prezintă principalele competiții la care a participat Guy de la Chapelle de-a lungul carierei.
- double messieurs de tennis aux Jeux olympiques d'été de 1900[*]